# 聖アウグスティヌス国際大学
聖アウグスティヌス国際大学（せいアウグスティヌスこくさいだいがく、St. Augustine International University、SAIU) は、ウガンダのカンパラにある私立大学。

## 学部
- 法・ビジネス
- 農業・獣医学
- 工学・情報科学
- 健康医学・生命科学